# Le Tignet
Le Tignet ist eine französische Gemeinde im Département Alpes-Maritimes in der Region Provence-Alpes-Côte d’Azur. Sie gehört zum Arrondissement Grasse und zum Kanton Grasse-1. Die Bewohner nennen sich Tignetans.
Le Tignet grenzt im Norden an Spéracèdes, im Osten an Peymeinade, im Süden an Tanneron, im Südwesten an Montauroux und im Westen an Saint-Cézaire-sur-Siagne.

## Bevölkerungsentwicklung
| 1962 | 1968 | 1975 | 1982 | 1990 | 1999 | 2006 | 2017 |
| ---- | ---- | ---- | ---- | ---- | ---- | ---- | ---- |
| 267  | 397  | 643  | 1123 | 1945 | 2763 | 3024 | 3146 |

## Sehenswürdigkeiten
- Villa Le Pas-de-Pique, 1960er Jahre (Monument historique)
- Kirche Saint-Hilaire
- Höhle von Tignet